# Peter Hall (réalisateur)
Pour les articles homonymes, voir Peter Hall et Hall.
Peter Hall est un réalisateur, acteur, scénariste et producteur britannique né le 22 novembre 1930 à Bury St Edmunds (Royaume-Uni) et mort le 11 septembre 2017 à Bloomsbury en Londres (Royaume-Uni).

## Biographie
En 1955, Peter Hall a mis en scène la première production en anglais de En attendant Godot par Samuel Beckett, au Arts Theatre de Londres. En devenant le directeur de ce théâtre, il met en scène une pièce de Jean Anouilh, La Valse des toréadors.
En 1960, à l'âge de 29 ans, Peter Hall a créé la Royal Shakespeare Company à Stratford-upon-Avon où il est resté jusqu'en 1968. Durant cette période, il a dirigé sa femme, l'actrice française Leslie Caron, dans une production d'Ondine (1961) à Stratford et à Londres (Aldwych Theatre). Il a été chef du Royal Opera House à Covent Garden à Londres pendant deux ans et a mis en scène Moses und Aron, La Flûte enchantée, et Tristan et Isolde de Wagner.
Il a été directeur du National Theatre à Londres, de 1973 à 1988 - le premier chef dans le nouveau théâtre construit par l'architecte Denys Lasdun. Pendant des années, Hall été aussi directeur artistique du Festival de Glyndebourne où il a notamment mis en scène le Songe d'une nuit d'été et Albert Herring de Benjamin Britten, La Calisto de Cavalli, Don Giovanni, Cosi Fan Tutte, Figaro. En 1983, il a présenté une nouvelle production de la Tétralogie de Wagner au Festival de Bayreuth, sous la baguette de Georg Solti.
Surtout metteur en scène de Shakespeare et de Mozart au théâtre et à l'opéra, Peter Hall a aussi fait des films et des feuilletons de télévision. Il a écrit deux volumes de mémoires ainsi qu'un livre sur Shakespeare.

## Distinctions
Il est fait commandeur de l'ordre de l'Empire britannique en 1963 et reçoit le titre de chevalier en 1977.

### Vie privée
Marié quatre fois, sa première femme fut l'actrice française Leslie Caron, suivie de Jacqueline Taylor, de la cantatrice Maria Ewing, puis de Nicola Frei. Un de ses enfants est l'actrice Rebecca Hall.

## Filmographie

### Comme réalisateur

#### Cinéma
- 1968 : Le Travail et la Pilule (Work Is a 4-Letter Word)
- 1968 : Le Songe d'une nuit d'été (A Midsummer Night's Dream)
- 1969 : Auto-Stop girl (Three into Two Won't Go)
- 1970 : L'Arnaqueuse (Perfect Friday)
- 1973 : The Homecoming
- 1974 : Akenfield (en)
- 1995 : Excès de confiance (Never Talk to Strangers)

#### Télévision
- 1965 : War of the Roses (feuilleton TV
- 1984 : L'incoronazione di Poppea (TV)
- 1985 : Albert Herring (TV)[2]
- 1987 : La Traviata (TV)
- 1989 : She's Been Away (TV)
- 1990 : Orpheus Descending (en) (TV)
- 1992 : The Camomile Lawn (feuilleton TV)
- 1994 : Jacob (TV)
- 1996 : The Final Passage (TV)

### Comme acteur
- 1970 : Aquarius (en) (série télévisée) : Presenter
- 1973 : Der Fußgänger : Rudolf Hartmann
- 1974 : Als Mutter streikte : Dr Harry Kemper
- 1975 : Le Dernier Cri (Der letzte Schrei) de Robert Van Ackeren : Leo

### Comme scénariste
- 1990 : Orpheus Descending (en) (TV)

### Comme producteur
- 1974 : Akenfield